# Liste du patrimoine immobilier classé de Hamoir
Cette page regroupe l'ensemble du patrimoine immobilier classé de la ville belge de Hamoir.
| Objet | Année de construction / Architecte | Adresse                        | Section communale | Coordonnées                      | Numéro d’inventaire | Illustration                                                                        |
| --- | ---------------------------------- | ------------------------------ | ----------------- | -------------------------------- | ------------------- | ----------------------------------------------------------------------------------- |
| Ensemble formé par un calvaire et deux tilleuls, sis au lieu-dit Es Thier à Hamoir                                   |                                    | Hamoir                         |                   | 50° 25′ 44″ nord, 5° 31′ 42″ est | 61024-CLT-0002-01   | Image manquanteTéléverser                                                           |
| Maison Senny, sise place du Tilleul, n°3 à Filot                                                                     |                                    | Place du Tilleul n°3, Filot    |                   | 50° 25′ 36″ nord, 5° 34′ 01″ est | 61024-CLT-0003-01   | Maison Senny, sise place du Tilleul, n°3 à Filot                                    |
| L'église Saint-Pierre de Xhignesse à Hamoir                                                                          |                                    | Hamoir                         |                   | 50° 26′ 11″ nord, 5° 32′ 37″ est | 61024-CLT-0004-01   | L'église Saint-Pierre de Xhignesse à Hamoir                                         |
| Le bâtiment abritant le moulin de Bloquay, à Hamoir avec ses meules, sa mécanique en bois, sa roue ainsi que le bief |                                    |                                |                   | 50° 27′ 14″ nord, 5° 31′ 43″ est | 61024-CLT-0008-01   | Image manquanteTéléverser                                                           |
| Site formé par les Rochers de la Vierge et le Vallon de Bléron (+ FERRIERES/Xhoris)                                  |                                    |                                |                   | 50° 26′ 40″ nord, 5° 33′ 48″ est | 61024-CLT-0009-01   | Site formé par les Rochers de la Vierge et le Vallon de Bléron (+ FERRIERES/Xhoris) |
| Allée des marronniers sise chemin de Hamoir-Lassus à Filot                                                           |                                    | chemin de Hamoir Lassus, Filot |                   | 50° 25′ 01″ nord, 5° 31′ 53″ est | 61024-CLT-0010-01   | Image manquanteTéléverser                                                           |
| L'église Saint-Pierre de Xhignesse                                                                                   |                                    |                                |                   | 50° 26′ 11″ nord, 5° 32′ 37″ est | 61024-PEX-0001-01   | L'église Saint-Pierre de Xhignesse                                                  |